# Machaerites udrzali
Espèce
Machaerites udrzali est une espèce de coléoptères de la famille des Staphylinidae.

## Description
L'insecte mesure de 1,61 à 1,73 mm de long.

## Répartition
Cette espèce est endémique du parc national des lacs de Plitvice en Croatie.